# لوتوس (گیاه)

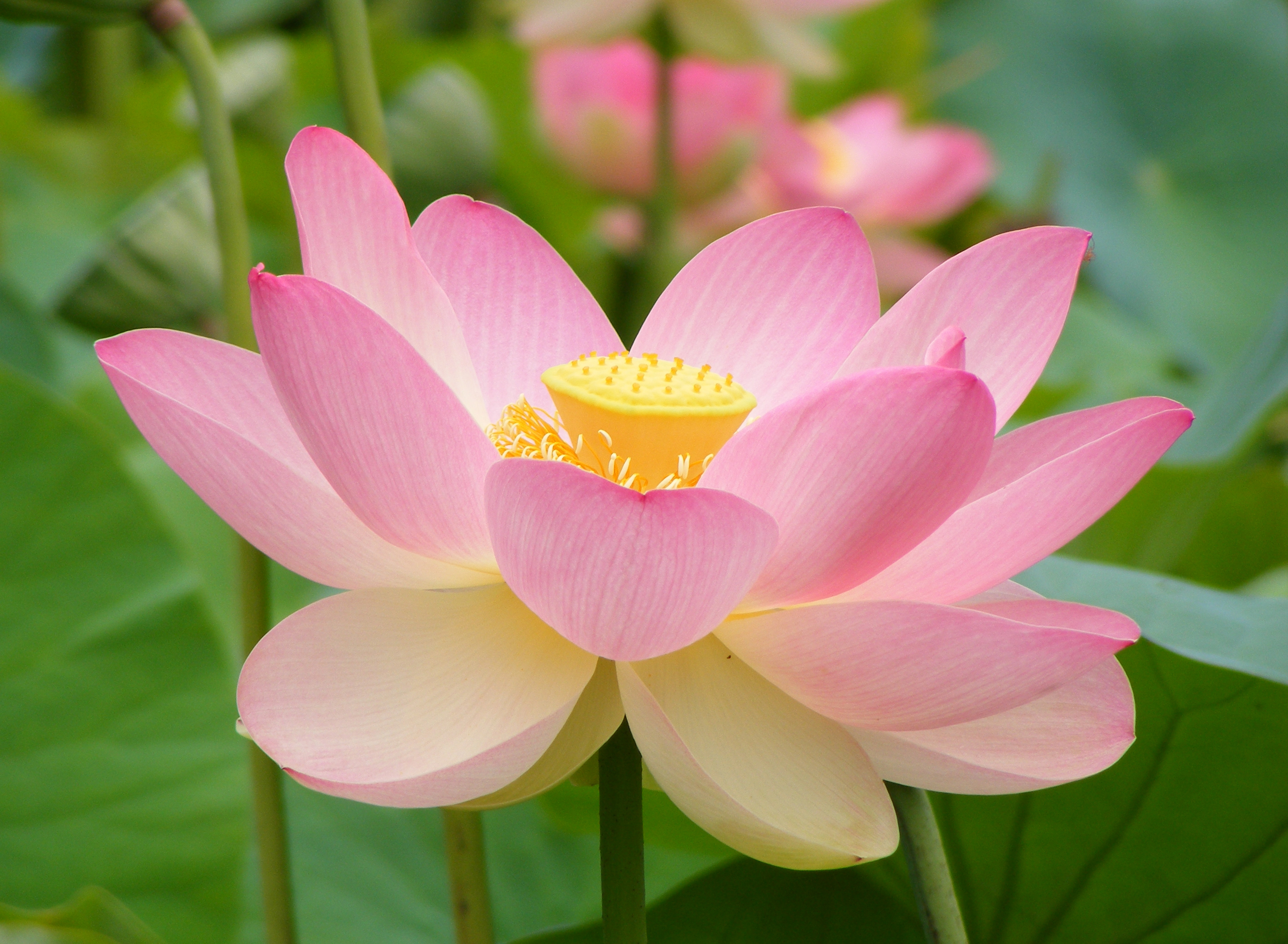
لوتوس

فهرست گیاهانی که به لوتوس شناخته می‌شوند لوتوس گونه‌های مختلف گیاهی را شناسایی می‌کند:
- ثعله‌باقلا، سرده‌ای از گیاهان آبزی با گل‌های خودنمایی.
  - لاله مردابی، نیلوفر آبی مقدس یا هندی
  - نلومبو لوتئا، نیلوفر آبی آمریکایی یا زرد
- گونه‌های خاصی از نیلوفر آبی (نیلوفرهای آبی یا نیلوفرهای مصری):
  - نیلوفر آبی مقدس)، همچنین به عنوان نیلوفر آبی شناخته می‌شود
  - نیلوفر آبی ببری، نیلوفر آبی یا نیلوفر آبی
  - نیلوفر آبی ستاره‌ای، همچنین به عنوان نیلوفر آبی یا ستاره‌ای شناخته می‌شود (گاهی اوقات تصور می‌شود که همان گونه نیلوفر آبی مقدس در بالا باشد)
- آهوماش (سرده) (شامل سه‌پره‌های پای پرنده و آهو)، سرده زمینی با گل‌های کوچک.
- سوگندگون (سرده) (نیلوفر برفی)، گونه ای علفی از مجاورت هیمالیا
- کنار کازرونی، گونه ای بوته ای با میوه خوراکی
- خرمندی (خرما-آلو، خرمالو قفقازی) درختی با میوه خوراکی